# 25159 Michaelwest
25159 Michaelwest è un asteroide della fascia principale. Scoperto nel 1998, presenta un'orbita caratterizzata da un semiasse maggiore pari a 2,7780105 UA e da un'eccentricità di 0,1613841, inclinata di 2,18061° rispetto all'eclittica.